# Хулихан, Шелби
Шелби Кристин Принс Хулихан (англ. Shelby Christine Prince Houlihan; род. 8 февраля 1993, Су-Сити, Айова) — американская легкоатлетка, специалистка по бегу на средние и длинные дистанции. Выступала на профессиональном уровне в 2009—2020 годах, многократная чемпионка США в различных беговых дисциплинах, действующая рекордсменка мира в эстафете 4 × 1500 метров, рекордсменка Северной Америки на дистанции 1500 метров, участница летних Олимпийских игр в Рио-де-Жанейро.

## Биография
Шелби Хулихан родилась 8 февраля 1993 года в Су-Сити, штат Айова. Росла в спортивной семье, её мама, дядя и сводная сестра участвовали в соревнованиях по бегу. Занималась лёгкой атлетикой во время учёбы в местной старшей школе East High School, здесь уже показывала достаточно высокие результаты в беге на 1 милю, 800 и 1500 метров, удостоилась нескольких наград.
Продолжила спортивную карьеру в Университете штата Аризона, состояла в университетской легкоатлетической команде Arizona State Sun Devils, с которой успешно выступала на различных студенческих соревнованиях в США, в частности становилась чемпионкой Национальной ассоциации студенческого спорта (NCAA), 12 раз получала статус всеамериканской спортсменки.
В 2014 году вошла в состав американской сборной и выступила на молодёжном первенстве Северной Америки, Центральной Америки и Карибского бассейна в Камлупсе, где в беге на 800 метров превзошла всех соперниц и завоевала золотую награду.
С 2015 года выступала за Nike и проходила подготовку в клубе Bowerman Track Club под руководством именитого тренера Джерри Шумахера.
В 2016 году на национальном олимпийском квалификационном турнире в Юджине в беге на 5000 метров финишировала второй, уступив только Молли Хаддл, и тем самым удостоилась права защищать честь страны на летних Олимпийских играх в Рио-де-Жанейро. На Олимпиаде в программе 5000 метров благополучно преодолела предварительный квалификационный этап, затем в решающем финальном забеге показала время 15:08.89, расположившись в итоговом протоколе соревнований на 11-й строке.
В 2017 году впервые стала чемпионкой США в беге на 5000 метров, отметилась выступлением на чемпионате мира в Лондоне, в финале дисциплины 5000 метров показала 13-й результат.
В 2018 году на чемпионате мира в помещении в Бирмингеме бежала 1500 и 3000 метров, став в данных дисциплинах четвёртой и пятой соответственно. Также в 1500-метровом беге финишировала второй на Континентальном кубке IAAF в Остраве.
На чемпионате мира 2019 года в Дохе в финале бега на 1500 метров пришла к финишу четвёртой, установив при этом ныне действующий рекорд США и Северной Америки — 3:54.99.
В 2020 году на соревнованиях в Портленде вместе с соотечественницами Коллин Квигли, Элиз Крэнни и Кариссой Швайцер установила ныне действующий мировой рекорд в эстафете 4 × 1500 метров.
В июне 2021 года стало известно, что Хулихан провалила сделанный ранее в январе допинг-тест — её проба показала наличие нандролона, анаболического стероида, используемого для набора мышечной массы. По словам спортсменки, запрещённое вещество могло попасть в её организм вместе со съеденной вечером перед тестом свининой. Она пыталась опротестовать четырёхлетнее отстранение, однако Спортивный арбитражный суд не счёл её доводы убедительными и оставил решение о дисквалификации в силе.